# L.A. Reid
Pour les articles homonymes, voir Reid.
L.A. Reid de son vrai nom Antonio Marquis Reid né le 7 juin 1956 à Cincinnati dans l'Ohio, est un producteur de musique américain. 
Il est connu en tant que fondateur, en 1989, du label LaFace Records avec son ami Babyface. Avec lui, il écrit et produit des centaines de tubes du milieu des années 1980 jusqu'au début des années 1990 pour les plus grandes pointures de la musique noire américaine. 
En 2001, à la suite de la promotion d'Antonio Reid au sein d'Arista, LaFace est dissous et ses artistes sont transférés vers Arista, sous la direction de L. A. Reid.
Il a été à la tête du groupe Island Def Jam Music Group de 2006 à 2011 et est actuellement le directeur du label Epic Records, filiale de Sony Music Entertainment.
Il a également produit l'album Xscape de Michael Jackson sortie en mai 2014.
En 2011, il est un des jurés dans l'émission américaine The X Factor USA.